# Gauliga Berlin-Brandenburg
La Gauliga Berlin-Brandenburg fue la liga de fútbol más importante de las provincias de Berlín y Brandeburgo en el estado alemán de Prusia entre 1933 y 1945.

## Historia
La liga fue introducida en 1933 por la Oficina Nazi de Deportes luego de que los nazis tomaran el poder en Alemania por medio del Tercer Reich y reformaran la liga de fútbol reemplazando la Oberliga Berlin-Bradenburg por la Gauliga.
La liga se jugó en su temporada inaugural con 12 equipos, equipos que antes de la creación de la Gauliga no fueron del todo exitosos ya que ninguno llegó a jugar la final nacional ni la de la Copa de Alemania a excepción del Hertha BSC que llegó a seis finales consecutivas entre 1926 y 1931.
En su primera temporada la liga se jugó con un formato de todos contra todos a visita recíproca en la que el campeón lograba la clasificación a la fase nacional de la Gauliga mientras que los peores tres equipos de la temporada descendían de categoría. En la temporada siguiente la liga fue reducida a 11 equipos y en la temporada 1935/36 bajó a 10 equipos, con la diferencia de que en el descenso también disminuyó la cantidad al pasar de 3 descensos a 2. Este sistema se mantuvo hasta 1939 cuando la liga se separó en dos grupos de seis equipos cada uno en la que los ganadores de cada grupo jugaban la final.
La división solo duró una temporada luego que para la temporada 1940/41 volviera a su sistema original pero con 12 equipos y los peores 4 descendían de categoría; y para la temporada siguiente vuelve al formato de 10 equipos y dos descensos, manteniendo el formato de competencia hasta la temporada de 1944/45 en la que se jugó con 11 equipos.
El inminente colapso de la Alemania Nazi en 1945 afectó a la Gauliga, liga que desaparece ese año luego de que la región fuese tomada por las fuerzas aliadas de la Unión Soviética, y a consecuencia de ello nace la Oberliga Berlin como la nueva primera división de provincia de Berlín, incluyendo por primera vez a los equipos de Berlín oriental que estaban bajo el control soviético.
En el caso de Bradenburgo el fútbol tuvo que restablecerse así mismo y sus equipos eventualmente se integraron a la DDR-Oberliga, la primera división de Alemania Democrática.

## Equipos fundadores
Estos fueron los 12 equipos que formaron parte de la primera temporada de la Gauliga Berlin-Bradenburg en 1933/34:
| - BFC Viktoria 89 - Hertha BSC Berlin - Tennis Borussia Berlin - Blau-Weiß 90 Berlin | - Berliner SV 92 - SC Minerva 93 Berlin - Union 06 Oberschöneweide - Spandauer SV | - VfB Pankow - BV Luckenwalde - SC Wacker 04 Tegel - SV Cottbus-Süd |

## Lista de campeones
| Tempmorada | Campeón                  | Finalista              |
| ---------- | ------------------------ | ---------------------- |
| 1933-34    | BFC Viktoria 89          | Hertha BSC             |
| 1934-35    | Hertha BSC               | BFC Viktoria 89        |
| 1935-36    | Berliner SV 92           | SC Minerva 93          |
| 1936-37    | Hertha BSC               | Berliner SV 92         |
| 1937-38    | Berliner SV 92           | Hertha BSC             |
| 1938-39    | Blau-Weiß 90 Berlin      | Hertha BSC             |
| 1939-40    | Union 06 Oberschöneweide | Blau-Weiß 90 Berlin    |
| 1940-41    | Tennis Borussia Berlin   | Hertha BSC             |
| 1941-42    | Blau-Weiß 90 Berlin      | Tennis Borussia Berlin |
| 1942-43    | Berliner SV 92           | SG Lufthansa Berlin    |
| 1943-44    | Hertha BSC               | SG Lufthansa Berlin    |

## Posiciones finales por temporada
Lista completa de todos los clubes que compitieron en la liga:
| Club                     | 1934 | 1935 | 1936 | 1937 | 1938 | 1939 | 1940 | 1941 | 1942 | 1943 | 1944 |
| ------------------------ | ---- | ---- | ---- | ---- | ---- | ---- | ---- | ---- | ---- | ---- | ---- |
| BFC Viktoria 89          | 1    | 2    | 6    | 7    | 10   |      | 6    |      |      |      |      |
| Hertha BSC Berlin        | 2    | 1    | 3    | 1    | 2    | 2    | 5    | 2    | 3    | 3    | 1    |
| Tennis Borussia Berlin   | 3    | 6    | 4    | 5    | 3    | 3    | 5    | 1    | 2    | 5    | 9    |
| Blau-Weiß 90 Berlin      | 4    | 4    | 7    | 10   |      | 1    | 1    | 3    | 1    | 4    | 5    |
| Berliner SV 92           | 5    | 3    | 1    | 2    | 1    | 6    | 4    | 10   |      | 1    | 6    |
| SC Minerva 93 Berlin     | 6    | 5    | 2    | 9    |      | 4    | 4    | 4    | 7    | 7    | 10   |
| Union 06 Oberschöneweide | 7    | 10   |      | 4    | 6    | 5    | 1    | 7    | 10   |      |      |
| Spandauer SV             | 8    | 8    | 10   |      |      |      | 3    | 9    |      |      |      |
| VfB Pankow               | 9    | 7    | 9    |      |      |      |      |      |      |      |      |
| BV Luckenwalde           | 10   |      |      |      |      |      |      |      |      |      |      |
| SC Wacker 04 Tegel       | 11   |      | 5    | 3    | 4    | 9    |      | 6    | 4    | 8    | 8    |
| SV Cottbus-Süd           | 12   |      |      |      |      |      |      |      |      |      |      |
| Polizei SV Berlin        |      | 9    |      |      |      |      | 6    | 5    |      | 9    |      |
| 1. FC Guben              |      | 11   |      |      |      |      |      |      |      |      |      |
| SpVgg 03 Potsdam 2       |      |      | 8    | 8    | 9    |      |      |      |      |      | 3    |
| SV Elektra 1             |      |      |      | 6    | 5    | 7    | 3    | 11   |      |      |      |
| Friesen Kottbus          |      |      |      |      | 7    | 10   |      |      |      |      |      |
| Brandenburger SC 05      |      |      |      |      | 8    | 8    | 2    | 8    | 9    |      |      |
| Lufthansa SG Berlin      |      |      |      |      |      |      | 2    | 5    | 8    | 2    | 4    |
| Tasmania 1900 Berlin     |      |      |      |      |      |      |      | 12   |      | 6    | 7    |
| SV Marga                 |      |      |      |      |      |      |      |      | 6    | 10   |      |
| LSV Berlin               |      |      |      |      |      |      |      |      |      |      | 2    |

- 1 SV Bewag cambió su nombre por SV Elektra en 1938.
- 2 SV 03 Nowawes cambia su nombre por el de SpVgg Potsdam.